# Marele Premiu al Azerbaidjanului din 2024
Marele Premiu al Azerbaidjanului din 2024 (cunoscut oficial ca Formula 1 Qatar Airways Azerbaijan Grand Prix 2024) a fost o cursă auto de Formula 1 ce s-a desfășurat pe 15 septembrie 2024 pe Circuitul orașului Baku din Baku, Azerbaidjan. Cursa a fost cea de-a șaptesprezecea etapă a Campionatului Mondial de Formula 1 FIA din 2024.
Charles Leclerc de la Ferrari a obținut pole position-ul pentru cursă pentru al patrulea an consecutiv, dar a pierdut victoria în fața lui Oscar Piastri de la McLaren și a terminat al doilea, Piastri obținând a doua sa victorie în Formula 1. George Russell a ocupat ultima treaptă a podiumului după ce Carlos Sainz Jr., coechipierul lui Leclerc, și Sergio Pérez de la Red Bull Racing s-au ciocnit în penultimul tur în timp ce se luptau pentru locul trei și au ieșit din cursă. Lando Norris și-a revenit după un start de pe locul 15 pentru a termina pe locul patru și pentru a obține cel mai rapid tur, cu o poziție peste rivalul din campionat, Max Verstappen.
Astfel, McLaren a preluat conducerea Campionatului Constructorilor în fața celor de la Red Bull Racing, fiind pentru prima dată când aceștia au condus Campionatul Constructorilor de la Marele Premiu al Australiei din 2014. Franco Colapinto de la Williams a devenit primul pilot argentinian care obține un punct de la Carlos Reutemann la Marele Premiu al Africii de Sud din 1982.

## Context
Acesta a fost primul Mare Premiu al Azerbaidjanului care s-a desfășurat în septembrie, luând locul Marelui Premiu al Japoniei care s-a mutat în aprilie de la locul său tradițional între septembrie și noiembrie; edițiile anterioare ale Marelui Premiu al Azerbaidjanului s-au desfășurat în prima jumătate a sezonului, între aprilie și iunie. Mutarea a făcut parte din eforturile de regionalizare ale Formulei 1, programând Marele Premiu al Azerbaidjanului ca prima rundă după cursele europene.
Kevin Magnussen de la Haas a primit o interdicție de o cursă la runda precedentă, după ce a provocat o coliziune care l-a pus peste limita de douăsprezece puncte de penalizare în douăsprezece luni. Magnussen a fost înlocuit de pilotul de rezervă Oliver Bearman, care a concurat ultima dată la Marele Premiu al Arabiei Saudite la începutul sezonului, când a fost pilotat pentru Ferrari.
Furnizorul de anvelope Pirelli a adus compușii de anvelope C3, C4 și C5 (denumiți duri, medii și, respectiv, moi) pentru ca echipele să le folosească la eveniment.
Zona DRS de la intrarea în virajul 1 a fost extinsă cu 100 de metri.

## Calificări
Calificările au avut loc pe 14 septembrie 2024, începând cu ora locală 16:00 UTC+4, ora 15:00 EEST.
| Poz.                  | Nr. | Pilot            | Constructor                  | Timpi calificări | Timpi calificări | Timpi calificări | Grila finală |
| Poz.                  | Nr. | Pilot            | Constructor                  | Q1               | Q2               | Q3               | Grila finală |
| --------------------- | --- | ---------------- | ---------------------------- | ---------------- | ---------------- | ---------------- | ------------ |
| 1                     | 16  | Charles Leclerc  | Ferrari                      | 1:42,775         | 1:42,056         | 1:41,365         | 1            |
| 2                     | 81  | Oscar Piastri    | McLaren-Mercedes             | 1:43,033         | 1:42,598         | 1:41,686         | 2            |
| 3                     | 55  | Carlos Sainz Jr. | Ferrari                      | 1:43,357         | 1:42,503         | 1:41,805         | 3            |
| 4                     | 11  | Sergio Pérez     | Red Bull Racing-Honda RBPT   | 1:43,213         | 1:42,263         | 1:41,813         | 4            |
| 5                     | 63  | George Russell   | Mercedes                     | 1:43,139         | 1:42,329         | 1:41,874         | 5            |
| 6                     | 1   | Max Verstappen   | Red Bull Racing-Honda RBPT   | 1:43,097         | 1:42,042         | 1:42,023         | 6            |
| 7                     | 44  | Lewis Hamilton   | Mercedes                     | 1:43,089         | 1:42,765         | 1:42,289         | LB           |
| 8                     | 14  | Fernando Alonso  | Aston Martin Aramco-Mercedes | 1:43,472         | 1:42,426         | 1:42,369         | 7            |
| 9                     | 43  | Franco Colapinto | Williams-Mercedes            | 1:43,138         | 1:42,473         | 1:42,530         | 8            |
| 10                    | 23  | Alexander Albon  | Williams-Mercedes            | 1:42,899         | 1:42,840         | 1:42,859         | 9            |
| 11                    | 50  | Oliver Bearman   | Haas-Ferrari                 | 1:43,471         | 1:42,968         | N/A              | 10           |
| 12                    | 22  | Yuki Tsunoda     | RB-Honda RBPT                | 1:43,337         | 1:43,035         | N/A              | 11           |
| 13                    | 27  | Nico Hülkenberg  | Haas-Ferrari                 | 1:43,101         | 1:43,191         | N/A              | 12           |
| 14                    | 18  | Lance Stroll     | Aston Martin Aramco-Mercedes | 1:43,370         | 1:43,404         | N/A              | 13           |
| 15                    | 3   | Daniel Ricciardo | RB-Honda RBPT                | 1:43,547         | N/A              | N/A              | 14           |
| 16                    | 4   | Lando Norris     | McLaren-Mercedes             | 1:43,609         | N/A              | N/A              | 15           |
| 17                    | 77  | Valtteri Bottas  | Kick Sauber-Ferrari          | 1:43,618         | N/A              | N/A              | 16           |
| 18                    | 24  | Zhou Guanyu      | Kick Sauber-Ferrari          | 1:44,246         | N/A              | N/A              | 17           |
| 19                    | 31  | Esteban Ocon     | Alpine-Renault               | 1:44,504         | N/A              | N/A              | LB           |
| DSC                   | 10  | Pierre Gasly     | Alpine-Renault               | 1:43,088         | 1:43,179         | N/A              | 18           |
| Regula 107%: 1:49,969 |     |                  |                              |                  |                  |                  |              |
| Sursa:                |     |                  |                              |                  |                  |                  |              |

Note
- ^1 – Lewis Hamilton s-a calificat pe locul al șaptelea, dar a fost nevoit să înceapă cursa de la boxe pentru înlocuirea unor elemente ale unității de putere fără aprobarea delegatului tehnic în timpul parc fermé.[9][10]
- ^2 – Zhou Guanyu a fost nevoit să pornească din spatele grilei de start pentru depășirea cotei sale de elemente ale unității de putere.[9][11]
- ^3 – Esteban Ocon s-a calificat pe locul 19, dar a fost nevoit să înceapă cursa de la boxe pentru înlocuirea unor elemente ale unității de putere fără aprobarea delegatului tehnic în timpul parcului închis.[9][10]
- ^4 – Pierre Gasly s-a calificat inițial pe locul 13, dar a fost ulterior descalificat pentru că mașina sa a fost considerată ilegală în Q2. El a fost lăsat să concureze la discreția comisarilor.[9][12]

## Cursa
Cursa a avut loc pe 15 septembrie 2024, începând cu ora locală 15:00 UTC+4, ora 14:00 EEST, și a durat 51 de tururi.
| Poz.                                                                     | Nr. | Pilot            | Constructor                  | Tururi | Timp/Abandon | Grilă | Puncte |
| ------------------------------------------------------------------------ | --- | ---------------- | ---------------------------- | ------ | ------------ | ----- | ------ |
| 1                                                                        | 81  | Oscar Piastri    | McLaren-Mercedes             | 51     | 1:32:58,007  | 2     | 25     |
| 2                                                                        | 16  | Charles Leclerc  | Ferrari                      | 51     | +10,910      | 1     | 18     |
| 3                                                                        | 63  | George Russell   | Mercedes                     | 51     | +31,328      | 5     | 15     |
| 4                                                                        | 4   | Lando Norris     | McLaren-Mercedes             | 51     | +36,143      | 15    | 13     |
| 5                                                                        | 1   | Max Verstappen   | Red Bull Racing-Honda RBPT   | 51     | +1:17,098    | 6     | 10     |
| 6                                                                        | 14  | Fernando Alonso  | Aston Martin Aramco-Mercedes | 51     | +1:25,468    | 7     | 8      |
| 7                                                                        | 23  | Alexander Albon  | Williams-Mercedes            | 51     | +1:27,396    | 9     | 6      |
| 8                                                                        | 43  | Franco Colapinto | Williams-Mercedes            | 51     | +1:29,541    | 8     | 4      |
| 9                                                                        | 44  | Lewis Hamilton   | Mercedes                     | 51     | +1:32,396    | LB    | 2      |
| 10                                                                       | 50  | Oliver Bearman   | Haas-Ferrari                 | 51     | +1:33,127    | 10    | 1      |
| 11                                                                       | 27  | Nico Hülkenberg  | Haas-Ferrari                 | 51     | +1:33,465    | 12    |        |
| 12                                                                       | 10  | Pierre Gasly     | Alpine-Renault               | 51     | +1:57,189    | 18    |        |
| 13                                                                       | 3   | Daniel Ricciardo | RB-Honda RBPT                | 51     | +2:26,907    | 14    |        |
| 14                                                                       | 24  | Zhou Guanyu      | Kick Sauber-Ferrari          | 51     | +2:28,841    | 17    |        |
| 15                                                                       | 31  | Esteban Ocon     | Alpine-Renault               | 50     | +1 tur       | LB    |        |
| 16                                                                       | 77  | Valtteri Bottas  | Kick Sauber-Ferrari          | 50     | +1 tur       | 16    |        |
| 17                                                                       | 11  | Sergio Pérez     | Red Bull Racing-Honda RBPT   | 49     | Coliziune    | 4     |        |
| 18                                                                       | 55  | Carlos Sainz Jr. | Ferrari                      | 49     | Coliziune    | 3     |        |
| 19                                                                       | 18  | Lance Stroll     | Aston Martin Aramco-Mercedes | 45     | Frâne        | 13    |        |
| Ab                                                                       | 22  | Yuki Tsunoda     | RB-Honda RBPT                | 14     | Avarii       | 11    |        |
| Cel mai rapid tur: Lando Norris (McLaren-Mercedes) – 1:45,255 (turul 42) |     |                  |                              |        |              |       |        |
| Sursa:                                                                   |     |                  |                              |        |              |       |        |

Note
- ^1 – Include un punct pentru cel mai rapid tur.[14]
- ^2 – Sergio Pérez, Carlos Sainz Jr. și Lance Stroll au fost clasați deoarece au parcurs mai mult de 90% din distanța cursei.[13]

## Clasamentele campionatelor după cursă
|        | Poz. | Pilot            | Pct. |
| ------ | ---- | ---------------- | ---- |
|        | 1    | Max Verstappen   | 313  |
|        | 2    | Lando Norris     | 254  |
|        | 3    | Charles Leclerc  | 235  |
|        | 4    | Oscar Piastri    | 222  |
|        | 5    | Carlos Sainz Jr. | 184  |
| Sursa: |      |                  |      |

|        | Poz. | Constructor                  | Pct. |
| ------ | ---- | ---------------------------- | ---- |
| 1      | 1    | McLaren-Mercedes             | 476  |
| 1      | 2    | Red Bull Racing-Honda RBPT   | 456  |
|        | 3    | Ferrari                      | 425  |
|        | 4    | Mercedes                     | 309  |
|        | 5    | Aston Martin Aramco-Mercedes | 82   |
| Sursa: |      |                              |      |

- Notă: Doar primele cinci locuri sunt prezentate în ambele clasamente.